# Ročno strelno orožje
Ročno strelno orožje (tudi samo strelno orožje) je vsako orožje, ki se ga drži v rokah, ne potrebuje podstavka in uporablja energijo za izstrelitev projektila/izstrelka.

## Kategorije orožja

### Neognjeno orožje
- Lok,
- Samostrel,
- Pihalnik,
- Zračna puška,

### Ognjeno orožje
- Kratkocevno orožje,
- Dolgocevno orožje,
- Pridušeno orožje,
- Bombometi,
- Tromblonska mina,
- Ročno netrzajno orožje.

## Delitev ognjenega strelnega orožja
- enostrelno orožje
- repetirno orožje
- polavtomatsko orožje
- avtomatsko orožje